# 天台阔叶槭
天台阔叶槭（学名：Acer amplum var. tientaiense）为槭树科槭属下的一个变种。

## 扩展阅读
- 維基物種上的相關：天台阔叶槭